# Nokia 5800
Nokia 5800 е първият мобилен телефон с операционна система Symbian OS 9.4 S60 5th edition и първият модел на Nokia с чувствителен на допир дисплей.

## Екстри
Nokia 5800 XpressMusic e много добре оборудван смартфон – Wi-Fi, GPS с A-GPS, Symbian 9.4, 3,2 MP камера, автофокус, двойна LED светкавица, Carl Zeiss оптика, стерео говорители, сензори за светлина, близост и акселерометър...

## Дизайн
Nokia 5800 има само три бутона: за приемане на повиквания, за отклоняване и за меню.
Има два слота: за SIM карта и за microSD карта.